# 1957年逝世人物列表
1957年逝世人物列表：1月 - 2月 - 3月 - 4月 - 5月 - 6月 - 7月 - 8月 - 9月 - 10月 - 11月 - 12月
下面是1957年逝世的知名人士列表。

## 1月

### 4日
- 西奧多·科爾納，奧地利政治家，奧地利第五任總統

### 10日
- 加布里埃拉·米斯特拉爾，智利作家，諾貝爾獎獲得者[1]

### 14日
- 汉弗莱·博加特，美國演員

### 16日
- 第一代阿斯隆伯爵亚历山大·坎博里奇，英國軍官和殖民地行政長官
- 阿图罗·托斯卡尼尼，義大利指揮家

### 20日
- 詹姆斯·布蘭登·康諾利，美國奧運運動員

### 26日
- 海倫·科斯特洛，美國女演員
- 威廉·艾斯，美國演員
- 何塞·利尼亞雷斯，巴西律師，巴西第15任總統[2]
- 重光葵，日本外交官和政治家[3]

## 2月

### 1日
- 弗里德里希·保盧斯，德國陸軍元帥

### 2日
- 裘莉婭·摩根，美國建築師[4]

### 4日
- 米格爾·科瓦魯比亞斯，墨西哥畫家

### 8日
- 瓦尔特·博特，德國物理學家，諾貝爾獎獲得者
- 约翰·冯·诺伊曼，匈牙利出生的數學家

### 9日
- 霍爾蒂·米克洛什，奧匈帝國海軍上將和匈牙利王國攝政王

### 10日
- 蘿拉·英格斯·懷德，美國作家[5]

### 16日
- 約瑟夫·霍夫曼，波蘭出生的鋼琴家和作曲家
- 約翰·湯森，愛爾蘭數學物理學家[6]

### 18日
- 沃爾特·詹姆斯·博爾頓，殺毒劑，紐西蘭最後一個被處決的人
- 亨利·诺利斯·罗素，美國天文學家

### 19日
- 瑪爾塔·托倫，瑞典女演員

### 20日
- 薩德里·馬克蘇迪·阿爾薩爾，土耳其政治家和學者

### 25日
- 巴格斯·莫蘭，美國黑幫
- 約瑟夫·奧古斯都·扎雷利（发现尸体日期），美国费城4岁男童，谋杀案受害者，被钝器击打致死，长期被称为“箱中男孩”或“美国的不明儿童”。2022年确认身份，凶手身份不明[7]。

## 3月

### 4日
- 拉爾比·本·姆希迪，阿爾及利亞革命領袖（在保羅·奧薩雷斯拘留期間被處決）[8]

### 5日
- 威廉·卡梅隆·孟席斯，美國電影製作設計師

### 6日
- 亞歷山大·戈德利，英國將軍

### 7日
- 溫德姆·路易斯，英國畫家

### 8日
- 亞諾什·埃斯特哈齊，捷克斯洛伐克的匈牙利政治家
- 奥特马·舍克，瑞士作曲家[9]

### 11日
- 理查·伯德，美國探險家[10]

### 12日
- 約瑟芬·赫爾，美國女演員

### 14日
- 欧金尼奥·卡斯泰洛蒂，義大利賽車手（車禍）

### 16日
- 康斯坦丁·布朗庫西，羅馬尼亞雕塑家

### 17日
- 西爾·哈裡斯，美國醫生[11]
- 拉蒙·麥格塞塞，菲律賓第七任總統（在飛機失事中喪生）

### 26日
- 爱德华·赫里欧，法國政治家，法國第66任總理
- 馬克思·歐弗斯，德國電影導演和作家

### 28日
- 格奥尔基·特特雷斯库，羅馬尼亞政治家，羅馬尼亞第36任總理

### 29日
- 喬伊斯·卡里，愛爾蘭作家
- 瑪麗亞·約瑟法·塞戈維亞·莫龍，西班牙羅馬天主教平信徒和受人尊敬的人

### 31日
- 吉恩·洛克哈特，加拿大演員

## 4月

### 3日
- 內德·斯帕克斯，加拿大角色演員

### 6日
- 皮耶麗娜·莫羅西尼，義大利羅馬天主教平信徒、殉道者和祝福者

### 8日
- 多蘿西·塞巴斯蒂安，美國女演員
- 佩德羅·塞古拉·薩恩斯，西班牙羅馬天主教大主教

### 15日
- 佩德羅·因凡特，墨西哥演員和歌手

### 16日
- 約翰尼·托裡奧，義大利出生的美國黑幫

### 23日
- 羅伊·坎貝爾，南非詩人[12]

### 24日
- 伊莉莎白·赫蘇布拉德，瑞典護士和羅馬天主教聖人

### 25日
- 阿卜杜拉·本·賈希姆·阿勒薩尼，卡達埃米爾

### 26日
- 埃莉諾·費爾，美國女演員

## 5月

### 1日
- 格蘭特·米切爾，美國演員

### 2日
- 约瑟夫·雷蒙德·麦卡锡，美國參議員

### 4日
- 凯蒂·约翰逊，英國女演員

### 7日
- 威廉·菲爾希納，德國探險家
- 澤農·諾列加·阿圭羅，秘魯將軍，秘魯臨時總統

### 9日
- 埃齊奧·平扎，義大利貝斯
- 海因里希·坎彭多克，德裔荷蘭畫家和平面設計師

### 12日
- 埃裡希·馮·斯特羅海姆，奧地利演員兼導演

### 13日
- 邁克爾·費克特，匈牙利出生的以色列數學家

### 14日
- 瑪麗·瓦西裡耶夫，蘇聯藝術家

### 16日
- 艾略特·尼斯，美國禁酒令特工

### 17日
- 弗朗切斯科·巴厘利亞·普拉特拉，義大利作曲家

### 20日
- 吉伯特·默里，澳大利亞裔英國古典學者和知識份子

### 21日
- 亞歷山大·維廷斯基，俄羅斯歌手和演員[13]

### 29日
- 詹姆斯·惠尔，英國電影導演

### 31日
- 利奥波德·斯塔夫，波蘭詩人

## 6月

### 1日
- 路易莎·卡薩蒂，義大利藝術贊助人
- 羅素·希克斯，美國演員[14]

### 6日
- 庫利亞什·拜謝托娃，蘇聯作曲家

### 12日
- 吉米·多爾西，美國爵士音樂家

### 13日
- 欧文·巴克斯特，美國運動員

### 15日
- 諾琳娜·馬塔貝利，義大利熏香師

### 17日
- 多蘿西·理查森，英國女權主義作家[15]
- 奧古斯托·撒母耳·博伊德，巴拿馬第20任總統

### 21日
- 莫里斯·奧丹，是阿爾及爾大學的法國數學助教
- 约翰内斯·斯塔克，德國物理學家，諾貝爾獎獲得者

### 23日
- 伊格內修斯·阿弗萊姆一世，敘利亞族長

### 24日
- 弗朗齐歇克·库普卡，捷克畫家和圖形藝術家

### 26日
- 阿尔弗雷德·德布林，德國作家[16]
- 瑪律科姆·洛瑞，英國詩人和小說家[17]

### 27日
- 赫爾曼·布爾，奧地利登山家
- 大衛·沃林，瑞典藝術家

## 7月

### 3日
- 理查·莫豪普特，德國作曲家和 Kapellmeister

### 8日
- 格雷丝·柯立芝，美國第一夫人

### 10日
- 肖勒姆·阿什，波蘭猶太小說家、戲劇家和散文家[18]

### 11日
- 阿迦汗三世，第48代尼扎里伊瑪目

### 15日
- 喬治·克利夫蘭，加拿大演員
- 詹姆斯·考克斯，1920 年美國總統民主黨候選人

### 23日
- 卡洛·格洛索，義大利將軍
- 朱塞佩·托马西·迪·兰佩杜萨，西西裡作家[19]

### 24日
- 梅托迪亞·安東諾夫-切托，馬其頓政治家
- 薩沙·吉特里，俄羅斯出生的法國劇作家、演員和導演[20]

### 26日
- 卡洛斯·卡斯蒂略·阿马斯，瓜地馬拉軍官和政治家，瓜地馬拉第28任總統（遇刺）

### 28日
- 伊迪絲·阿博特，美國社會工作者、教育家和作家

## 8月

### 3日
- 德瓦達斯·甘地，聖雄甘地最小的兒子

### 4日
- 華盛頓·路易士，巴西第13任總統

### 5日
- 海因里希·奧托·維蘭德，德國化學家，諾貝爾獎獲得者

### 7日
- 奧利弗·哈迪，美國演員

### 11日
- 鲁道夫·魏格尔，波蘭生物學家[21]

### 16日
- 歐文·朗繆爾，美國化學家，諾貝爾獎獲得者

### 19日
- 大衛·邦伯格，英國漩渦主義畫家

### 20日
- 宏都拉斯總統胡利奧·洛薩諾·迪亞斯

### 21日
- 哈拉爾德·斯維德魯普，挪威海洋學家[22]

### 30日
- 哈羅德·蓋蒂，澳大利亞飛行員

## 9月

### 1日
- 鄧尼斯·布萊恩，英國法國圓號演奏家（車禍）

### 16日
- 齐白石，94歲，中國國画大师。

### 20日
- 让·西贝柳斯，芬蘭作曲家

### 21日
- 挪威國王哈康七世

### 22日
- 丰田副武，日本海軍上將

## 10月

### 3日
- 洛倫·邵博，匈牙利詩人[23]

### 4日
- 皮爾尼夫，南非藝術家[24]

### 8日
- 哈西巴·本·布瓦利，阿爾及利亞激進分子[25]

### 13日
- 埃里希·奥尔巴赫，德國語文學、比較文學和文學評論家。[26]

### 19日
- 戈登·柴尔德，澳大利亞考古學家[27]

### 20日
- 傑克·布坎南，英國演員[28]

### 23日
- 弗雷德里克·伯頓，美國演員[29]

### 24日
- 克利斯蒂安·迪奧，法國時裝設計師[30]

### 25日
- 阿爾伯特·阿納斯塔西婭，美國黑幫老大[31]
- 邓萨尼勋爵，愛爾蘭作家[32]

### 26日
- 格蒂·科里，奧地利出生的生物化學家，諾貝爾生理學或醫學獎獲得者[33]
- 尼可斯·卡赞扎基斯，希臘作家[34]

### 27日
- 喬瓦尼·巴蒂斯塔·卡普羅尼，義大利航空、土木和電氣工程師、飛機設計師和實業家[35]

### 29日
- 何塞·派翠西奧·古賈里，巴拉圭政治家，巴拉圭第32任總統[36]
- 路易·B·梅耶，美國電影製片廠大亨，米高梅前負責人[37]

## 11月

### 2日
- 泰德·梅雷迪思，美國奧林匹克運動員[38]

### 3日
- 查理斯·布拉賓，美國導演和編劇[39]
- 威廉·赖希，奧地利精神分析學家[40]

### 4日
- 约瑟夫·康特卢布，法國作曲家和歌手[41]
- 守基·阿芬第，巴哈伊領袖[42]
- 格裡戈里·普羅伊特亞薩，羅馬尼亞活動家[43]

### 7日
- 川瀨巴水，日本畫家和版畫家[44]

### 11日
- 丸山政男，日本將軍[45]

### 13日
- 安托宁·萨波托斯基，捷克斯洛伐克第6任總統和第15任總理[46]

### 15日
- 安傑伊·布爾薩，波蘭詩人[47]

### 17日
- 科拉·威瑟斯彭，美國女演員[48]

### 18日
- 魯道夫·迪爾斯，德國納粹公務員和蓋世太保首領[49]

### 24日
- 喬治王子，克里特島國高級專員[50]
- 迭戈·里韋拉，墨西哥畫家[51]

### 26日
- 比利·貝文，澳大利亞演員[52]
- 彼得羅斯·沃加里斯，希臘總理[53]

### 29日
- 埃里希·科恩戈尔德，奧地利作曲家[54]

### 30日
- 貝尼亞米諾·吉利，義大利男高音[55]

## 12月

### 2日
- 哈裡森·福特，美國无声电影演員[56][57]

### 4日
- 約翰·拉瓦拉克，澳大利亞將軍，昆士蘭州州長[58]

### 6日
- 羅伯特·埃斯諾-佩爾特裡，法國飛機設計師和火箭理論先驅[59]

### 10日
- 莫裡斯·麥克勞林，美國網球冠軍[60]
- 拿破崙·澤瓦斯，希臘二戰抵抗運動領袖[61]

### 11日
- 穆西多拉，法國女演員[62]

### 15日
- 阿方索·貝多亞，墨西哥演員[63]

### 17日
- 多萝西·L·塞耶斯，英國犯罪作家、詩人、劇作家和散文家[64]

### 21日
- 埃裡克·科茨，英國作曲家[65]

### 24日
- 諾瑪·塔爾馬奇，美國女演員[66]

### 25日
- 阿爾弗雷德·沃爾頓·海因茲，關島第17任海軍總督
- 查理斯·派特，法國電影先驅[67]

### 31日
- 奧斯卡·多明格斯，西班牙畫家[68]